# Curley Russell
Dillon Russell, noto anche con lo pseudonimo di Curley (New York, 19 marzo 1917 – New York, 3 luglio 1986), è stato un contrabbassista statunitense jazz.

## Biografia
Russel fu un contrabbassista molto richiesto nel periodo bebop, per la sua tecnica che gli consentiva di affrontare agevolmente i tempi veloci tipici del genere. Russell compare in diverse importanti registrazioni del periodo:, fece parte del quintetto di Charlie Parker, del sestetto di Tadd Dameron e quindi dei gruppi di Fats Navarro. Fu comparendo in moltissime importanti registrazioni. 
Russell iniziò studiando il trombone, passando poi al contrabbasso e intraprendendo la carriera professionistica all'età di 18 anni. Dopo avere iniziato la sua carriera nel 1941 con l'orchestra di Don Redman, nel 1943 fece il suo debutto in sala di registrazione con l'orchestra di Benny Carter per approdare nel 1944 con la formazione di Dizzy Gillespie. Il 1 maggio del 1951 Russell suonò nella sessione di registrazione di Un Poco Loco, composto da Bud Powell e Max Roach alla batteria. Tra le sue collaborazioni si ricordano quelle con una delle migliori edizioni dei Jazz Messengers di  Art Blakey, Clifford Brown,  Miles Davis, Stan Getz, Dexter Gordon, Coleman Hawkins, Thelonious Monk e Horace Silver.  Russell non diventò mai un leader e si allontanò dal mondo della musica verso la fine degli anni cinquanta.
Curley Russell morì di enfisema all'ospedale del Queens, dove viveva, all'età di 69 anni.

## Discografia

### Collaborazioni
- Charlie Parker: The Charlie Parker Story (Savoy Records, 1945)
- Charlie Parker: Memorial Vol. 1 (Savoy, 1947); Memorial Vol. 2 (Savoy 1947-48)
- Charlie Parker: Bird and Diz, (Verve, 1950)
- Fats Navarro: The Fabulous Fats Navarro (Blue Note Records, 1947-49)
- Miles Davis: The Real Birth of the Cool (Bandstand, 1948)
- Stan Getz: Early Stan (OJC, 1949-53)
- George Wallington: Trio (Savoy, 1949-51); Trios (OJC, 1952-53)
- Milt Jackson: Roll 'em Bags (Savoy, 1949-56)
- Al Cohn: Cohn's Tones (OJC, 1950-53)
- Zoot Sims: Quartets (OJC, 1950)
- Bud Powell: The Amazing Bud Powell (Blue Note, 1951-53)
- Thelonious Monk: Thelonious Monk Trio/Blue Monk (Prestige Records, 1952-54); MONK (OJC, 1953-54)
- Art Blakey: A Night at Birdland, Vol. 1 (Blue Note, 1954)
- Art Blakey: A Night at Birdland, Vol. 2 (Blue Note, 1954)
- Art Blakey: A Night at Birdland, Vol. 3 (Blue Note, 1954)
- Jay Jay Johnson: The Birdlanders (Fresh Sound, 1954)
- Johnny Griffin: Introducing Johnny Griffin (Blue Note, 1957)
- Cliff Jordan & John Gilmore: Blowing in from Chicago (Blue Note, 1957)